# 伊集院光のOh!デカナイト
『伊集院光のOh!デカナイト』（いじゅういんひかるのおーデカナイト）はニッポン放送で、1991年3月1日から1995年4月27日に放送したラジオ番組。通称はOh!デカ。

## 概要
三宅裕司が『EXテレビ』（日本テレビ、読売テレビ）に出演するため、『三宅裕司のヤングパラダイス』を終了することが決定。新しい夜ワイド番組を開始するため、パーソナリティオーディションを実施した。伊集院光と内海ゆたおの2人が最終オーディションに残り、『ヤンパラ』後番組のパーソナリティはゆたおに決定。『内海ゆたおの夜はドッカーン!』を開始した。
漫才一本で芸に取り組みたい、ゆたおはラジオパーソナリティに対して後ろ向きだった。『夜ドカ』のディレクター（当時）松島宏から厳しく接しられた結果、ゆたおは過度なストレスと精神的なプレッシャーから来る体調不良となり、番組は11ヶ月で終了した。『夜ドカ』のディレクターだった安岡喜郎はオーディションに残った伊集院に白羽の矢を立て、当番組を開始した。
番組タイトルは伊集院が番組スタッフ側に提出したタイトル案の中で数合わせ的に敢えてセンスがない語彙を入れた題名が採用されたものである。
番組の名物コーナー「ザ・ベースボールクイズ」などをメインとして、東京ドームや横浜スタジアム、有明コロシアム、神宮球場など各地でイベントも行っていた。1992年夏には、西武ライオンズ球場のスタンドを中高生のリスナーで満員にするなど、ヤンパラ以来の人気と聴取率を誇った番組であった。
後述の同局とスポンサーとの軋轢の結果、番組改編ではない時期に「番組打ち切り」となった。後番組は『キャイ〜ン天野ひろゆきのMEGAうま!ラジオバーガー』。同番組の聴取率は振るわず、半年で終了。『ゲルゲットショッキングセンター』が定着するまでの間、同放送枠は低迷した。

## 出演者

### 放送終了時点

#### パーソナリティ
- 伊集院光（タレント）

### 過去

#### アシスタント
金曜に編成していた『フライデースペシャル』のみ
- 宍戸留美（歌手、声優） - 1991年3月1日 - 1992年3月27日
- 寺尾友美（アイドル歌手） - 1991年3月1日 - 1992年3月27日
- BOO WHO WOO（ガールズバンド） - 1992年7月3日 - 1993年3月26日
- 山崎亜弥子（アイドル歌手） - 1994年3月18日
- 佐野由希子（当時：一般人大学生、後のフリーアナウンサー） - 1994年3月25日

#### リポーター

##### 尾行マン
- 松本秀夫（ニッポン放送スポーツ部アナウンサー(当時)）※尾行マン1号
- 畑中秀哉（ニッポン放送アナウンサー(当時)、現・報道スポーツコンテンツセンター副部長兼記者）※尾行マン2号
- 荘口彰久（ニッポン放送アナウンサー(当時)、現・フリーアナウンサー）※尾行マン3号
- 山本剛士（ニッポン放送アナウンサー(当時)）※尾行マン4号

## 放送時間

### 番組終了時点
- 月 - 木曜 22:00 - 25:00 - 1994年4月4日 - 1995年4月27日

### 過去
- 平日 22:00 - 25:00 - 1991年3月1日 - 1994年3月31日

## コーナー
- あなたはだぁ〜れ?・ニセ○○を探せ!

同じ有名人を名乗るリスナー2人が電話で出場し、伊集院がぶつける「本人にしか答えられないはずの質問」に答えていき、どちらが本物かを判定クイズコーナー。コーナー開始時は質問に正解した方が本物と判定されていたが、コーナーの回を重ねるほど、悪ノリで面白い回答をした方が本物と認定する流れに変化していった。
- さよなら! 尾行マン[注 4]

巷の街中で見掛けた尾行マンである同局のアナウンサーと番組ディレクターである解説者が、一般人女性を勝手に尾行して、瞬間、瞬間に個人が特定されないフェイクを入れながら、尾行対象の一般人が帰宅した自宅や目的地前でインタビューを行い、1日5分刻みで編集。1週分で完結する実況コーナー
当該番組の人気コーナーの1つで、2020年4月時点では放送局の企業コンプライアンスに抵触するため、実行出来ない企画である。
後述の理由でコーナー終了したが、当該番組のヘビーリスナーである春風亭一之輔がパーソナリティを務める『春風亭一之輔 あなたとハッピー!』2020年10月16日放送分にて、伊集院をゲストとして招いて出演して貰った、翌10月23日放送分で、一之輔に対しての尾行として「尾行マン」をコーナー復活させ、同局の2020年新人アナウンサーの内田雄基と解説委員に同番組のサブ作家である辻野が実況を行った。
- ギャグオペラコーナー

番組開始当時、伊集院が落語家であることを隠し、「ギャグオペラ歌手」としてタレントデビューしたため、リスナーから替え歌を募り、ピアノの伴奏で歌唱するコーナー
- ザ・ベースボールクイズ
- バトルレポート・山本君とは田中君

内包番組である『山本君と田中君』をパロティしたコーナー名で、同局アナウンサーの山本剛士と当時：同局アナウンサーであった畑中がレポートの能力を競う。
- 涙あふれて

リスナーから涙が止まらなくなるような光景や体験等を募り、伊集院が判定する
- 勝ち抜き二人三脚
- キライな歌リクエスト
- 教習所へ行こう!

様々な物事に対して、自動車教習所の教習課程を想定し、其々の第1から3段階や卒業試験で何が行われるかを考案するネタコーナー
- バイオ伊集院への道 → バイオ伊集院への道・アマゾン

伊集院が1993年当時のバイオテクノロジーの力を借りて、最強のラジオパーソナリティを目指す名の下、番組ディレクターのミクロ小林（小林佐和子）から苛められるコーナー
1993年4月から、コーナー名をマイナーチェンジして継続
- オーデカイエローページ

リスナーから募った疑問を紹介し、それをリスナー全員の力で解決する。
- おべんとつけてどこいくの?[注 8]

『オールナイトニッポン』時代のリバイバルコーナー
リスナー自身が憧れる恋愛のワンシーンを募る
- 魂を売り渡せ!

リスナーにとって、キツイ事柄を提示し、最低いくら貰えればそれを実行出来るか人の価値観をジャッジする
- 記憶中枢整理整頓コーナー

リスナーから忘却の彼方に行っていいくらいの憶えているに足らないクダラナイ記憶を募り、番組で紹介し、その記憶を消すもしくはリスナー全員で共有する
当該コーナーネタが、後述の「荒川ラップブラザーズ」のアルバム楽曲に繋がる
- 楽しい金子信雄[注 9]コーナー

当時、テレビ朝日系列で放送されていた『金子信雄の楽しい夕食』（朝日放送）をリポートするコーナー
- 姫のコーナー[注 10]

リスナーの彼女がどれだけわがままか、リスナーがどれだけそのわがままに逆らえないかのエピソードを募る
- スーパーマニアック・ザ・ベースボールクイズ
- STREAKING HERO 全裸マン

後述のラジオドラマCDリリースの元となった、ラジオドラマ
- 無敵のゴレンジャープロジェクト
- 荒川横断ウルトラクイズ

番組リスナー電話で参加し、伊集院の出身地である東京都荒川区に関するマニアックなクイズで競うクイズコーナー
- 日本の歩き方
- ネオ・笑点

出されたお題への回答を送る。面白いと座布団一枚、つまらないと座布団全部取れのテープが流れる。司会は伊集院扮する圓遊亭三楽。
- 後味の悪い川柳

コーナータイトル通り、ものすごく後味の悪い川柳を詠む。
- こどもでハイハーイ!
- 伊集院アルバイト計画
- 伊集院光と花と夢
- サブちゃんの歌
- M.C.アナー
- クラスの手帳
- 東京スポットめぐり'91

略称は「トウスポ」。尾行マン2号である畑中が東京の「名スポット」から中継する
- 感想文コンクール
- ネオ・ランバダ

1989年に流行したランバダを再び流行らせるべく、ランバダの新しい歌詞やカバーにふさわしい歌手のアイディアを募る
- すばらしき公式ルール
- 大検合格への道

伊集院とリスナーが大検合格に向けて勉強する
- オールシロウト親子対抗歌合戦

リスナー2人に電話を繋ぎ、其々の家族に歌唱して貰い、勝敗を競う
- 山本アナのゴルゴ・サーズデー
- 身近な冒険王・光
- 商品開発研究所
- レッツ遺言状
- ロック玉置宏

歌謡曲番組の司会者として名を馳せた、玉置宏が普段楽曲しないであろう楽曲のイントロに合わせ、玉置ばりの曲紹介を行うコーナー
- ケンとギルバートコーナー

「と」が含まれる単語を「と」を接続詞として、語彙を捩るコーナー
- ノストラダムスのお約束

送られて来たベタなお約束を伊集院、宍戸、寺尾で演じる
- おべんとおべんとうれしいな
- オーデカオークション大魔王
- アイデア先生のアイデア授業
- 深読み言葉辞典
- マドモワゼル詐欺の八百発八百中占い

隔週で伊集院扮する「マドモワゼル詐欺」が来週起こることを占い、それが現実となるかを検証する
- こだわりの音職人
- Super funky radio show

伊集院が別キャラクターである「DJ獣」という、FM放送局のDJ風の人物がFMラジオっぽいトークをするコーナー
- 妄想狂詩→文化妄想

リスナーが何者かにハメられているのではないかという妄想を募る
- クイズ個人の差なんて

「こんなことをするのは自分だけかもしれない」と不安になる事柄を募り、安心したりもっと不安になったりするコーナー
- 女の子そこが知りたい→なるほど・ザ・ガールズ

男子が女子に対して思っている素朴な疑問を女子リスナーに解答して貰う悩み相談コーナー
- グレート偉人伝・どっちが偉〜いっ!?

番組へ挑戦を申し込んだリスナーが、番組から出題されたお題に対して、誰にも負けないと自称するリスナー2名に対し電話を繋ぎ、内容で争う
- ヘンな雑誌

ピンポイントで需要がありそうな雑誌を企画立案するコーナー
- 変なおもちゃ開発計画

「ヘンな雑誌」からの派生コーナーで、マニアにはたまらないであろう玩具を企画立案するコーナー

・ザ・グランドマスター　束になってかかってきなさい！

## エピソード

### 『前夜祭』編成
当該番組の放送回のカウントについて、翌週3月4日（月曜）が『第1回』としてカウントされており、前週金曜の3月1日は『前夜祭』して華々しく放送された。しかし、この編成は金曜に編成されていた『B21スペシャルの活躍金曜日』をニッポン放送編成部のミスで1週早く番組終了させてしまい、パーソナリティであるB21スペシャルのスケジュールが押さえられなかった副産物であった。

### 「テレフォンショッキング」電報大量配送事件
23時台のコーナーである、「マドモワゼル詐欺の八百発八百中占い」1993年9月13日放送分にて、翌「(翌週)9月20日の月曜日に、『笑っていいとも!』（フジテレビ）のテレフォンショッキングのゲスト宛てに電報が激増する」という予言(という名目のリスナーへの煽り)を出したところ、当日の「テレフォンショッキング」のゲストであった本田博太郎の元にリスナーの手によって「電話帳にして4冊分」という大量の電報が配送された。伊集院は無視を決め込もうとしたが、偶然本田の娘が『Oh!デカ』リスナーだったため本田本人へ事情が耳に入り、直接本田が番組へ架電し、伊集院は非常に萎縮し謝罪するが、本田がとても洒落のわかる人だったため最悪の事態は回避することができた。その後、番組ディレクターの提案で番組ゲストに本田を呼んで褒め称える放送を行った。

### 尾行マン、突然の打ち切り
当番組開始直後は24時台のコーナー「さよなら! 尾行マン」が好評で、金曜の『フライデースペシャル』の特別企画として生放送した。その際、尾行マン1号の松本がリポーターとして尾行した女性が、ニッポン放送の大株主（当時）新日本製鐵の代表取締役社長の娘であったことが判明。生放送中盤でコーナーが終了した。
結果、伊集院には事前に「尾行マン」が最終回になる事を聞かされず、最終回では事前に聞かされた音源とは別に、伊集院が尾行された音源をオンエアーで聞かされ、伊集院が番組スタッフと揉めて、ディレクターの安岡が「スタッフの作った物に対して文句を言うのならやってられるか!」と怒ったことでコーナーが終了したと伊集院は思い詰めていた。しかし、数ヶ月後の宴席で安岡が「コーナー終了は伊集院のせいでなく、前述の理由で自分の反省が終わったところで人気コーナーをなくして反省している」と打ち明けて、前述の理由でコーナーが終了したことを説明した。

### ドーハのとばっちり事件
1993年10月28日、この日はアメリカワールドカップアジア地区最終予選・日本対イラク戦（俗にいう『ドーハの悲劇』）の中継があり、さらにこの試合で日本がW杯出場を決めた場合にはそのあとに特別放送が追加放送されることが決まっていたため、日本がW杯を逃した場合に限って時間枠の余りで短縮放送を行うことになっていた。待機時間中、伊集院は社屋内の公開放送用の第1スタジオ(通称「銀河スタジオ」)にリスナーを約150人ほど集め、一緒にテレビ東京で放送されていたテレビ中継を観戦していた。試合は終盤まで日本リードで進んだため一旦は特番放送、本番組の完全休止が一旦スタッフから告げられ、スタッフたちは特番の準備を始めていた。ところが、ロスタイムにイラクに得点を決められて引き分けとなり、日本の予選敗退に終わってしまった。
まさかの事態に伊集院とリスナーはショックにうなだれていると、スタジオのガラスの向こうが俄然慌しくなり、ディレクターとは違う偉い人が現れ、「10分だけスタジオに戻るので、いつものように楽しいトークを放送してくれ」と伝えられる。伊集院は「集まったリスナー達でさえショック状態にあるのに、家で1人で試合を見聞きしてた人はショックから立ち直れる訳もなく楽しい状況にあるわけもなく出来るわけない」と思っていたが、当時のディレクターだった森谷和郎（現・ニッポン放送取締役）に「出来る」と断言されてしまい、有無も言わさずオープニング曲が流れてきて、番組はスタート。重い空気に包まれたスタジオで、伊集院は苦し紛れに「（当時日本代表選手だった）ラモス瑠偉がショックでまさおに戻っちゃうね」という、当時放映されていた永谷園「Jリーグカレー」のTVCM（Jリーグカレーを食べたまさお少年がラモス瑠偉にモーフィングで変身する）にかけたジョークを喋ったが、その結果「冗談言ってる場合じゃない!」と抗議の電話がニッポン放送に殺到する事態となった。この頃の伊集院は、1分1秒でも長く放送で話したいと思っていたそうだが、この日ほど話したくないと思ったことはないとのこと。

### スタジオブース内がハトだらけ
1993年、リスナーからのハガキの「新しいブームのペットはハト！」というネタに大爆笑した伊集院が、「(翌日の番組では)先着10名のハト持参のリスナーをスタジオに招待する」と告知し、翌日、ペットショップで購入したり野生のハトを捕獲してきたリスナーのうち先着10名をスタジオへ招待。連れてきたハト10匹はブース内に放し飼い状態にされ、飛び交うハトでブース内は大混乱。伊集院はリスナー達とロート製薬のCMソング(単独スポンサー提供時のオープニングキャッチでハトが本社工場を飛んでいたことから)を合唱するなど大騒ぎした。

### 番組打ち切り
『ぽっぷん王国ミュージックスタジアム』の提供スポンサー・ヤマハとの軋轢で、伊集院が同番組のパーソナリティから更迭され、同局アナウンサー（当時）の荘口と交代。Ohデカ本編もニッポン放送編成部から番組放送日の削減等を命じられ徐々に縮小して行き、上半期番組編成時期を経過した4月末で終了した。
その理由として、伊集院の主観では原因として伊集院と番組スタッフ間で常にすれ違いがあった末最終的にけんか別れしてしまったことと、伊集院の事務所であるホリプロが3月末での打ち切りを見込み、『どんまい!!』（日本テレビ）でスポーツキャスターのレギュラーを組み込んでしまい、スケジュール的に継続が困難となってしまったのも大きな要因であるという説としている。
2019年4月時点で、同局元専務のスタッフとは軋轢が続き、2004年7月15日に放送した同局 開局50周年記念特番『ニッポン放送開局記念日スペシャル 笑顔が一番!あなたと一緒に50年』まで同局の敷居を跨ぐことはなかった。開局60周年記念特番『ニッポン放送開局60周年記念 ラジオで聴いた『忘れられぬミュージック』』で、ニッポン放送の番組に10年振りに出演したが同局の正面玄関で当事者であるスタッフとニアミスして、Wikipedia人物伝頁の件を言及された結果、同局の番組に出演することはなかった。
その後、和田アキ子と会食した際にニッポン放送に長年出演してない事を問われ、前述の理由を伝えた結果「『アッコのいいかげんに1000回』に出ろ」と迫られ、伊集院は快諾。2019年5月18日放送分で、ニッポン放送の番組に5年振りにゲスト出演した。以降、同局の番組に継続的にゲスト出演し、2023年10月からは本番組以来のニッポン放送でのレギュラー出演となる夕方の帯番組『伊集院光のタネ』を担当している。遺恨のあるスタッフはその後、同局関連会社の幹部を経て、2019年7月で相談役を退任している。

## コーナー番組
当番組はブロックワイド形式で、5～6本の「コーナー番組（箱番組）」を内包した。コーナー番組に出演したタレントをOh!デカファミリーと呼称。聴取率調査週間時のゲストとして出演した。
『フライデースペシャル』はコーナー番組を放送せず、ネット局への裏送り向けに制作したものを放送した（☆マークが付いている番組）。

### 番組一覧
22時台
- ☆ウッチャンナンチャンのラジオな奴ら（22:30 - 22:40） - 1991年3月4日 - 1992年7月2日
- ☆デーモン・オーケンのラジオ巌流島（22:30 - 22:40） - 1992年7月 - 1995年3月
- ☆グレチキのまぜまぜパニックびっくらげ!（22:30 - 22:40）[注 13] - 1995年4月 - 1996年4月
- ☆BAKUのどんまいフレンド（22:50 - 23:00） - 1990年10月 - 1991年3月
- ○○君と○○君シリーズ（22:50 - 23:00）
  - ☆緒形クンと的場クン - 1991年4月 - 9月
  - ☆山本クンと田中クン - 1991年10月 - 1992年6月
  - 都並君・藤川君のイエローカードなんて怖くない - 1993年10月 - 1996年3月
- ☆東幹久 今夜もブレイク!（22:50 - 23:00） - 1992年7月 - 1993年9月[注 14]

23時台
- ☆アイドル危機一髪!公開質問状（23:30 - 23:40）[注 15] - 1991年3月4日 - 10月
- ☆加勢大周 ワイルドで行こう（23:40 - 23:50 → 23:30 - 23:40）[注 16] - 1991年3月 - 1993年9月
- ☆谷口宗一のナイスバディ探偵団（23:30 - 23:40） - 1993年10月 - 1994年9月
- ☆瀬戸朝香 せーとー派宣言 （23:30 - 23:40） - 1994年10月3日 - 1996年3月29日
- CoCo恋は大騒ぎ → ピンクワンダーランドCoCo一番!（23:50 - 24:00） - 1990年4月2日 - 1993年4月1日・1993年4月5日 - 1994年9月29日
- ☆電気グルーヴ ビリビリいこうぜ（23:50 - 24:00） - 1994年10月 - 1995年9月

24時台
- 高岡早紀 No More Tears（24:30 - 24:40） - 1991年4月 - 1992年3月
- ☆渡瀬マキ ミッドナイトフライト（24:20 - 24:30） - 1992年4月 - 1993年3月
- ロン・バードのサイキック人生相談（24:20 - 24:30） - 1993年4月 - 1993年9月
- ☆いしだ壱成 いっせのSAY!（24:20 - 24:30） - 1993年10月 - 1995年3月
- ☆TOKIOナイトCLUB（24:20 - 24:30）[注 17] - 1995年4月～

## 番組内の全国ネット枠
番組内では箱番組とは別に、24時台に全国ネット枠が存在した。ニッポン放送では生放送だったが、ネットワーク編成の関係で、ネット局はニッポン放送と同時間帯であっても事前録音（もしくはニッポン放送での生放送分を翌週以降に録音した上で再構成のケースも）で放送した。
- チャオチャオ・ビッグカンパニー（24:00 - 24:30）
- 光ファイヤー通信（24:00 - 24:30）
- 爆発! ポンプショー（24:00 - 24:30）
- ぽっぷん王国ミュージックスタジアム（24:40 - 24:55）

## オープニングテーマ
歴代のオープニングテーマを順に示す。
- 曲名不明（2・3'S（ニーサンズ）※忌野清志郎がテレビ番組出演用に編成したバックバンド） - 番組内ジングルも担当。
- HOT CRUISING NIGHT [注 19]（access）
- NIGHT WAVE （access）
- Space Ship Goes On （nice music） - 番組内の2代目ジングルも担当したが、そちらは長続きせず半年ほどで元の初代ジングルに戻った。
- スパイダー （スピッツ）

## 関連商品

### CD
番組からは、荒川ラップブラザーズ（ARAKAWA RAP BROTHERS、あらかわらっぷぶらざーず）という、いわゆる企画物ミュージシャンが誕生している。伊集院と久保こーじによるユニット。グループ名は、シャレとして略称がARBとなるように意図されている。1992年6月には日比谷野外音楽堂にて入場料100円ライブを実施した。
以下2枚のCDをリリース。
- アナーキー・イン・AK（ソニーレコード/1992年3月1日/シングル）
- ARAKAWA魂（ソニーレコード/1992年5月21日/アルバム）

また、番組後期の1コーナー「STREAKING HERO 全裸マン」からテーマ曲がCD化。伊集院と千葉麗子が出演するラジオドラマのコーナーであった。最終回予告のナレーションは上柳昌彦アナウンサーが行った。尚、CDのジャケットイラストはゆでたまご。またすかんちのローリー寺西、ドクター田中がレコーディングに参加した。
- 全裸マンのテーマ（ソニーレコード/1993年6月2日/シングル） - 「丸裸三郎と全裸マンブラザーズバンド」名義。オリコン59位を記録。

『アナーキー・イン・AK』『GAMAN everybody』『Once upon a time in AK』『全裸マンのテーマ』が2007年2月に通信カラオケDAMにて配信された。

### 書籍
- Oh!デカ大百科（ニッポン放送出版/1993年3月）ISBN 4-594-01120-9